# Suchdol nad Lužnicí zastávka
Suchdol nad Lužnicí zastávka – przystanek kolejowy w miejscowości Suchdol nad Lužnicí, w kraju południowoczeskim, w Czechach. Znajduje się na wysokości 455 m n.p.m..
Na przystanku istnieje możliwości zakupu biletów i rezerwacji miejsc.

## Linie kolejowe
- 226 Veselí nad Lužnicí - Gmünd